# Liolaemus donosobarrosi
Liolaemus donosobarrosi är en ödleart som beskrevs av  José Miguel Cei 1974. Liolaemus donosobarrosi ingår i släktet Liolaemus och familjen Tropiduridae. Inga underarter finns listade i Catalogue of Life.